# Raza de gigantes
Raza de gigantes (en francés: race de géants; en portugués: raça de gigantes), es un epíteto que hace referencia a los antiguos exploradores y conquistadores paulistas, utilizado por primera vez por el naturalista francés Augustin Saint-Hilaire al describir los desafíos que tuvieron que afrontar durante sus expediciones al interior de Sudamérica, cuya contribución fue fundamental para la expansión territorial de Brasil.

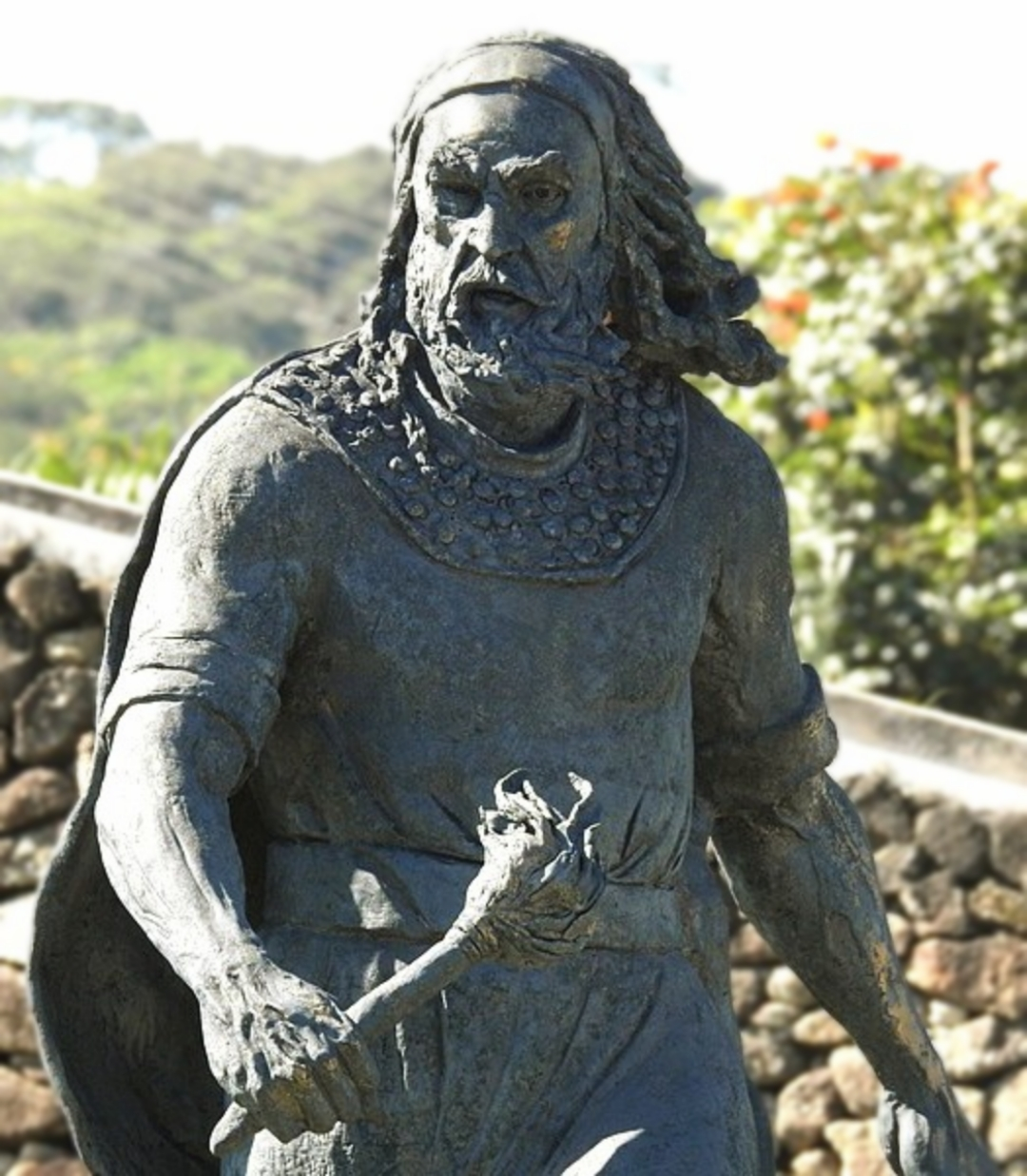
Estatua de Anhangüera, uno de los más emblemáticos exploradores de São Paulo

En el siglo XX, el término se invocó en obras que se referían a un linaje historiográfico que argumentaba a favor de la superioridad biológica y política del pueblo paulista.